# جورج كارتر (كرة سلة)
جورج كارتر (بالإنجليزية: George Carter)‏ مواليد 10 يناير 1944 في بوفالو، هو لاعب كرة سلة أمريكي معتزل. بدأ مسيرته الاحترافية في سنة 1967. تم اختياره من قبل فريق ديترويت بيستونز خلال الدرافت. يبلغ طوله 6 قدم 4 بوصة (1.9 م). اعتزل اللعب في 1977.

## المسيرة الاحترافية
لعب مع ديترويت بيستونز في سنة 1967، ثم لعب مع بروكلين نتس في موسم 1972–73، ثم لعب مع أسفيل باسكت في الدوري الفرنسي في موسم 1976–1977.

## روابط خارجية
- جورج كارتر على موقع إن بي أي (الإنجليزية)
- جورج كارتر على موقع سبورتس رفرنس (الإنجليزية)
- جورج كارتر على موقع كلية كرة السلة في سبورتس رفرنس.كوم (الإنجليزية)
- جورج كارتر على موقع ريلجم (الإنجليزية)
- جورج كارتر على موقع بروبوليرز (الإنجليزية)